# Campeonato Africano de Atletismo de 2010 - Revezamento 4x100 m masculino
A prova dos 4 x 100 metros estafetas masculino do Campeonato Africano de Atletismo de 2010 foi disputada entre os dias 29 de julho e 30 de julho de 2010 em Nairóbi,  no Quênia. 

## Recordes
Antes desta competição, os recordes mundiais e do campeonato nesta prova eram os seguintes:
|                       | Nome                                                              | Nacionalidade | Tempo  | Local       | Data                 |
| --------------------- | ----------------------------------------------------------------- | ------------- | ------ | ----------- | -------------------- |
| Recorde mundial       | Nesta Carter, Michael Frater Usain Bolt, Asafa Powell             | Jamaica       | 37s 10 | Pequim      | 22 de agosto de 2008 |
| Recorde do campeonato | Hannes Dreyer, Corne Du Plessis Sergio Mullins, Thuso Mpuang      | África do Sul | 38s 75 | Addis Ababa | 2 de maio de 2008    |
| Recorde africano      | Osmond Ezinwa, Olapade Adeniken Francis Obikwelu, Davidson Ezinwa | Nigéria       | 37s 94 | Atenas      | 9 de agosto de 1997  |

## Medalhistas
| Ouro                                                                         | Prata                                                                      | Bronze                                                                 |
| África do Sul · Hannes Dreyer · Simon Magakwe · Lehann Fourie · Thuso Mpuang | Nigéria · Fred Agbaje · Benjamin Adukwu · Ogho-Oghene Egwero · Obinna Metu | Gana · Emmanuel Kubi · Nana Kofi Sanah · Godwin Hukporti · Aziz Zakari |

## Cronograma
Todos os horários são locais (UTC+3).
| Data        | Hora  | Evento  |
| ----------- | ----- | ------- |
| 29 de julho | 17:45 | Bateria |
| 30 de julho | 16:50 | Final   |

## Resultados

### Bateria
Qualificação: 3 atletas de cada bateria  (Q) mais os  2 melhores qualificados (q). 
| Posição | Bateria | Nacionalidade   | Atletas                                                                                       | Tempo | Notas |
| ------- | ------- | --------------- | --------------------------------------------------------------------------------------------- | ----- | ----- |
| 1       | 1       | África do Sul   | Hannes Dreyer, Simon Magakwe, Lehann Fourie, Thuso Mpuang                                     | 39.30 | Q     |
| 2       | 2       | Nigéria         | Fred Agbaje, Benjamin Adukwu, Ogho-Oghene Egwero, Obinna Metu                                 | 39.50 | Q     |
| 3       | 2       | Quênia          | Simon Kimaru, Anderson Mureta Mutegi, Stephen Barasa, Kipkemoi Soy                            | 39.54 | Q     |
| 4       | 1       | Gana            | Emmanuel Kubi, Nana Kofi Sanah, Godwin Hukporti, Allah Laryca-Arrong                          | 39.83 | Q     |
| 5       | 1       | Ilhas Maurícias | Fabrice Coiffic, Garick Maureemootoo, Ahmed Ondimba Bongo, Eric Milazar                       | 40.00 | Q     |
| 6       | 2       | Costa do Marfim | Gogbeu Francis Kone, Hua Wilfrieds Serg Koffi, Dazi Conet Theodore Kouassi, Ben Youssef Meité | 40.12 | Q     |
| 7       | 2       | Burquina Fasso  | Innocent Bologo, Gérard Kobéané, Siaka Son, Lanssene Relwende Zongo                           | 40.25 | q     |
| 8       | 1       | Zâmbia          | Jack Ng'umbi, Saviour Kombe, Titus Kafunda, Richard Chitambi                                  | 40.94 | q     |
| 9       | 1       | Etiópia         |                                                                                               | 41.17 |       |
| 10      | 2       | Seicheles       | Yannick Vidot, Mervin Loiseau, Leeroy Henriette, Danny D'Souza                                | 41.23 |       |
| 97 !    | 2       | Uganda          | Martin Achila, Lazarous Inya, Geoffrey Akena, Ali Ngaimoko                                    | DSQ   |       |
| 98 !    | 2       | Tanzânia        | Laurent Masatu, Lista Matonya, Musa Mlekwa, Muhidini Yasini                                   | DNF   |       |
| 99 !    | 1       | Camarões        |                                                                                               | DNS   |       |
| 99 !    | 1       | Chade           |                                                                                               | DNS   |       |

### Final
| Posição           | Raia | Nacionalidade   | Atletas                                                                                       | Tempo | Notas            |
| ----------------- | ---- | --------------- | --------------------------------------------------------------------------------------------- | ----- | ---------------- |
| Medalha de ouro   | 3    | África do Sul   | Hannes Dreyer, Simon Magakwe, Lehann Fourie, Thuso Mpuang                                     | 39.12 |                  |
| Medalha de prata  | 6    | Nigéria         | Fred Agbaje, Benjamin Adukwu, Ogho-Oghene Egwero, Obinna Metu                                 | 39.22 |                  |
| Medalha de bronze | 4    | Gana            | Emmanuel Kubi, Nana Kofi Sanah, Godwin Hukporti, Aziz Zakari                                  | 39.31 |                  |
| 4                 | 5    | Quênia          | Simon Kimaru, Anderson Mureta Mutegi, Stephen Barasa, Kipkemoi Soy                            | 39.40 | Recorde nacional |
| 5                 | 7    | Ilhas Maurícias | Bastute Brasse, Eric Milazar, Fabrice Coiffic, Garick Maureemootoo                            | 40.27 |                  |
| 6                 | 8    | Costa do Marfim | Siapade Darius Loua, Ben Youssef Meité, Dazi Conet Theodore Kouassi, Hua Wilfrieds Serg Koffi | 40.77 |                  |
| 7                 | 1    | Zâmbia          | Titus Kafunda, Jack Ng'umbi, Saviour Kombe, Richard Chitambi                                  | 41.22 |                  |
| 08 !              | 2    | Burquina Fasso  | Siaka Son, Lanssene Relwende Zongo, Innocent Bologo, Gérard Kobéané                           | DSQ   |                  |

Legenda
| Recorde mundial       | Recorde mundial (World record)               |                       | Recorde africano                      | Recorde africano (African) |                                           | Q | Classificado por posição (Qualified) |
| Recorde do campeonato | Recorde do campeonato (Championship record)  | Recorde da América    | Recorde da América (Americas)         | q                          | Classificado por melhor tempo (Qualified) |   |                                      |
| Melhor marca do ano   | Melhor marca do ano (World leading)          | Recorde asiático      | Recorde asiático (Asian)              | DNS                        | Não largou (Did not start)                |   |                                      |
| Recorde nacional      | Recorde nacional (National record)           | Recorde europeu       | Recorde europeu (European)            | DNF                        | Não terminou (Did not finish)             |   |                                      |
| Recorde pessoal       | Recorde pessoal do atleta (Personal best)    | Recorde da Oceania    | Recorde da Oceania (Oceania)          | DSQ / DQ                   | Desclassificado (Disqualified)            |   |                                      |
| Recorde da temporada  | Recorde da temporada do atleta (Season best) | Recorde sul-americano | Recorde sul-americano (South America) | NM                         | Sem marca (No mark)                       |   |                                      |